# Saint-Aubin (Essonne)
 Saint-Aubin  es una población y comuna francesa, ubicada en la región de Isla de Francia, departamento de Essonne, en el distrito de Palaiseau y cantón de Bièvres.

## Demografía
| 117 | 176 | 153 | 448 | 736 | 694 |
| Para los censos de 1962 a 1999 la población legal corresponde a la población sin duplicidades (Fuente: INSEE [Consultar]) |     |     |     |     |     |